# Canottaggio ai XVII Giochi del Mediterraneo - 2 di coppia pesi leggeri maschile
Le gare di canottaggio nella categoria 2 di coppia pesi leggeri maschile si sono tenute tra il 21 e il 23 giugno 2013 alla Diga di Seyhan, a nord di Adana.

## Calendario
Fuso orario EET (UTC+3).
| Date      | Time  | Round       |
| --------- | ----- | ----------- |
| 21 giugno | 09:20 | Batterie    |
| 22 giugno | 09:10 | Ripescaggio |
| 23 giugno | 09:00 | Finale B    |
| 23 giugno | 10:45 | Finale A    |

## Risultati

### Batteria 1
| Pos. | Atleta                              | Paese   | Tempo   | Note        |
| ---- | ----------------------------------- | ------- | ------- | ----------- |
| 1    | Elia Luini Andrea Micheletti        | Italia  | 6:30.86 | Finale A    |
| 2    | Aristotelis Ioannou Omiros Antoniou | Cipro   | 6:52.59 | Ripescaggio |
| 3    | Enes Kusku Bayram Sönmez            | Turchia | 7:00.23 | Ripescaggio |
| 4    | Miloš Stanojević Miloš Veres        | Serbia  | 7:15.17 | Ripescaggio |

### Batteria 2
| Pos. | Atleta                                 | Paese   | Tempo   | Note        |
| ---- | -------------------------------------- | ------- | ------- | ----------- |
| 1    | Elefterios Konsolas Spyridon Giannaros | Grecia  | 6:30.96 | Finale A    |
| 2    | Ander Zabala Jaime De Haz              | Spagna  | 6:34.97 | Ripescaggio |
| 3    | Omar Emira Abdelmohsen Massoud         | Egitto  | 6:43.88 | Ripescaggio |
| 4    | Kamel Ait Daoud Mohamed Ryad Garidi    | Algeria | 7:10.02 | Ripescaggio |

### Ripescaggio
| Pos. | Atleta                              | Paese   | Tempo   | Note     |
| ---- | ----------------------------------- | ------- | ------- | -------- |
| 1    | Enes Kusku Bayram Sönmez            | Turchia | 6:28.91 | Finale A |
| 2    | Ander Zabala Jaime De Haz           | Spagna  | 6:29.90 | Finale A |
| 3    | Miloš Stanojević Miloš Veres        | Serbia  | 6:32.00 | Finale A |
| 4    | Omar Emira Abdelmohsen Massoud      | Egitto  | 6:34.01 | Finale A |
| 5    | Aristotelis Ioannou Omiros Antoniou | Cipro   | 6:35.70 | Finale B |
| 6    | Kamel Ait Daoud Mohamed Ryad Garidi | Algeria | 6:52.93 | Finale B |

### Finale B
| Pos. | Atleta                              | Paese   | Tempo   |
| ---- | ----------------------------------- | ------- | ------- |
| 7    | Aristotelis Ioannou Omiros Antoniou | Cipro   | 6:46.33 |
| 8    | Kamel Ait Daoud Mohamed Ryad Garidi | Algeria | 6:56.74 |

### Finale A
| Pos. | Atleta                                  | Paese   | Tempo   |
| ---- | --------------------------------------- | ------- | ------- |
|      | Eleftherios Konsolas Spyridon Giannaros | Grecia  | 6:27.71 |
|      | Enes Kusku Bayram Sönmez                | Turchia | 6:31.24 |
|      | Elia Luini Andrea Micheletti            | Italia  | 6:32.32 |
| 4    | Ander Zabala Jaime De Haz               | Spagna  | 6:38.78 |
| 5    | Miloš Stanojević Miloš Veres            | Serbia  | 6:42.37 |
| 6    | Omar Emira Abdelmohsen Massoud          | Egitto  | 6:51.16 |